# Richard N. Williams
Richard "Dick" Norris Williams II, generalment conegut com a R. Norris Williams (Ginebra, Suïssa, 29 de gener de 1891 − Filadèlfia, Pennsilvània, 2 de juny de 1968) fou un tennista estatunidenc. Guanyà dos títols del U.S. Championships en cateogoria individual i també una medalla olímpica d'or en dobles mixtos, fent parella amb Hazel H. Wightman. Fou un dels supervivents de la tragèdia del RMS Titanic.

## Biografia
Williams va néixer a Ginebra (Suïssa), fill de Charles Duane Williams, descendent directe de Benjamin Franklin, i Lydia Biddle White. Els estudis realitzats en aquest país li van permetre aprendre francès i alemany. Va començar a jugar a tennis amb 12 anys sota les ordres del seu pare.
Va servir a l'Exèrcit dels Estats Units d'Amèrica durant la Primera Guerra Mundial i fou guardonat amb la Creu de Guerra 1914-1918 i la Legió d'Honor. En finalitzar la guerra va reprendre la seva carrera tennística. En retirar-se va treballar com a banquer d'inversions a Filadèlfia, i fou president de la Historical Society of Pennsylvania.
Williams va morir el 2 de juny de 1968 a Bryn Mawr (Pennsilvània) a causa d'un emfisema.

### RMS Titanic
A banda del tennis, Williams també és conegut per ser un dels supervivents de la tragèdia del transatlàntic RMS Titanic (1912). Viatjava juntament amb el seu pare en primera classe quan el vaixell va xocar amb un iceberg i es va enfonsar. Durant l'enfonsament, Williams va alliberar un altre passatger, que estava atrapat en una cabina, tirant una porta a terra. Un auxiliar el va amenaçar per trencar una estructura del vaixell, fet que va inspirar una escena de la pel·lícula Titanic (1997). Va romandre a l'interior del vaixell gairebé fins al seu enfonsament. Una onada el va fer caure a l'aigua juntament amb altres passatgers. Afortunadament, van aconseguir enfilar-se a un bot inflable que tenien a prop. Els supervivents d'aquest barca van ser rescatats per un bot salvavides comandat per Harold Lowe.
Malgrat tobar-se en un bot salvavides, van romandre durant moltes hores amb aigua molt freda fins als genolls. Finalment, el vaixell RMS Carpathia arribà al lloc de l'accident per tal de rescatar els supervivents. Williams va poder sobreviure, mentre que el seu pare va morir aixafat per l'esfondrament d'una xemeneia. A causa del fred que va patir a les cames, el doctor del Carpathia va proposar-ne l'amputació, però ell ho va rebutjar per tal de poder continuar amb la seva carrera tennística. Ell mateix va imposar-se una teràpia de recuperació, caminant com a mínim dues hores cada dia. A finals d'any ja havia aconseguit recuperar-se totalment, fet que li va permetre tornar a jugar a tennis, fins al punt de guanyar un títol de dobles mixtos. Posteriorment, va competir a la Copa Davis al costat de Karl Behr, també supervivent de la tragèdia.

## Carrera esportiva
L'any 1911 es va imposar en el campionat suís de tennis. Un any després es va traslladar als Estats Units per estudiar a la Universitat Harvard, on va esdevenir campió intercol·legial tan individual com en dobles. El títol més important de la seva trajectòria fou l'U.S. Championships en categoria individual, aconseguit els anys 1914 i 1916. Aquests èxits li van permetre formar part de l'equip estatunidenc de la Copa Davis, sent el campió els anys 1925 i 1926. També en fou el capità entre 1921 i 1926 i al 1934.
Va participar en els Jocs Olímpics de París 1924 a l'edat de 33 anys i amb gran èxit. Tant en categoria individual com en dobles masculins (fent parella amb Watty Washburn) fou derrotat en quarts de final. En canvi, en dobles mixtos aconseguí la medalla d'or juntament a la seva compatriota Hazel H. Wightman.
Es va retirar del tennis a l'edat de 44 anys i fou escollit per formar part de l'International Tennis Hall of Fame l'any 1957.

## Torneigs de Grand Slam

### Individual: 3 (2−1)
| Resultat  | Núm. | Any  | Campionat                       | Oponent            | Marcador                |
| --------- | ---- | ---- | ------------------------------- | ------------------ | ----------------------- |
| Finalista | 1.   | 1913 | U.S. National Championships     | Maurice McLoughlin | 4−6, 7−5, 3−6, 1−6      |
| Guanyador | 1.   | 1914 | U.S. National Championships     | Maurice McLoughlin | 6−3, 8−6, 10−8          |
| Guanyador | 2.   | 1916 | U.S. National Championships (2) | Bill Johnston      | 4−6, 6−4, 0−6, 6−2, 6−4 |

### Dobles: 7 (3−4)
| Resultat  | Núm. | Any  | Campionat                       | Parella          | Oponents a la final            | Marcador                 |
| --------- | ---- | ---- | ------------------------------- | ---------------- | ------------------------------ | ------------------------ |
| Guanyador | 1.   | 1920 | Wimbledon                       | Chuck Garland    | Algernon Kingscote James Parke | 4−6, 6−4, 7−5, 6−2       |
| Finalista | 1.   | 1921 | U.S. National Championships     | Watson Washburn  | Vincent Richards Bill Tilden   | 11−13, 10−12, 1−6        |
| Finalista | 2.   | 1923 | U.S. National Championships (2) | Watson Washburn  | Brian Norton Bill Tilden       | 6−3, 2−6, 3−6, 7−5, 2−6  |
| Finalista | 3.   | 1924 | Wimbledon                       | Watson Washburn  | Frank Hunter Vincent Richards  | 3−6, 6−3, 10−8, 6−8, 3−6 |
| Guanyador | 2.   | 1925 | U.S. National Championships     | Vincent Richards | Gerald Patterson John Hawkes   | 6−2, 8−10, 6−4, 11−9     |
| Guanyador | 3.   | 1926 | U.S. National Championships (2) | Vincent Richards | Bill Tilden Alfred Chapin      | 6−4, 6−8, 11−9, 6−3      |
| Finalista | 4.   | 1927 | U.S. National Championships (3) | Bill Johnston    | Frank Hunter Bill Tilden       | 8−10, 3−6, 3−6           |

### Dobles mixtes: 1 (1−0)
| Resultat  | Núm. | Any  | Campionat                   | Parella     | Oponents a la final          | Marcador       |
| --------- | ---- | ---- | --------------------------- | ----------- | ---------------------------- | -------------- |
| Guanyador | 1.   | 1912 | U.S. National Championships | Mary Browne | Eleonora Sears Bill Clothier | 6−4, 2−6, 11−9 |

## Jocs Olímpics

### Dobles mixts
| Any  | Campionat                                    | Parella           | Oponents                            | Resultat |
| ---- | -------------------------------------------- | ----------------- | ----------------------------------- | -------- |
| 1924 | Jocs Olímpics d'estiu de 1924, París, França | Hazel H. Wightman | Marion Zinderstein Vincent Richards | 6−2, 6−3 |

## Palmarès

### Equips: 8 (7−1)
| Resultat  | Núm. | Data                                        | Torneig                                  | Superfície | Equip                                                            | Oponents                                                        | Marcador |
| --------- | ---- | ------------------------------------------- | ---------------------------------------- | ---------- | ---------------------------------------------------------------- | --------------------------------------------------------------- | -------- |
| Guanyador | 1.   | 25 − 28 de juliol de 1913                   | Copa Davis, Londres, Regne Unit          | Gespa      | Harold Hackett Wallace Johnson Raymond Little Maurice McLoughlin | Herbert Barrett Charles Dixon James Parke                       | 3−2      |
| Finalista | 1.   | 13 − 15 d'agost de 1914                     | Copa Davis, Forest Hills, Estats Units   | Gespa      | Karl Behr Thomas Bundy Maurice McLoughlin                        | Norman Brookes Stanley Doust Alfred Dunlop Tony Wilding         | 2−3      |
| Guanyador | 2.   | 30 de desembre de 1920 − 1 de gener de 1921 | Copa Davis, Auckland, Nova Zelanda (2)   | Gespa      | Charles Garland Bill Johnston Bill Tilden Watson Washburn        | Norman Brookes Rodney Heath Pat O'Hara-Wood Gerald Patterson    | 5−0      |
| Guanyador | 3.   | 2 − 5 de setembre de 1921                   | Copa Davis, Forest Hills (3)             | Gespa      | Bill Johnston Bill Tilden Watson Washburn                        | Seiichiro Kashio Ichiya Kumagai Zenso Shimizu                   | 5−0      |
| Guanyador | 4.   | 1 − 5 de setembre de 1922                   | Copa Davis, Forest Hills (4)             | Gespa      | Bill Johnston Vincent Richards Bill Tilden                       | James Anderson Pat O'Hara-Wood Gerald Patterson Rupert Wertheim | 4−1      |
| Guanyador | 5.   | 31 d'agost − 3 de setembre de 1923          | Copa Davis, Forest Hills (5)             | Gespa      | Bill Johnston Vincent Richards Bill Tilden                       | James Anderson John Hawkes W. James Richard Schlesinger         | 4−1      |
| Guanyador | 6.   | 11 − 13 de setembre de 1925                 | Copa Davis, Filadèlfia, Estats Units (6) | Gespa      | Bill Johnston Vincent Richards Bill Tilden                       | Jean Borotra Jacques Brugnon René Lacoste                       | 5−0      |
| Guanyador | 7.   | 9 − 11 de setembre de 1926                  | Copa Davis, Filadèlfia (7)               | Gespa      | Bill Johnston Vincent Richards Bill Tilden                       | Jean Borotra Jacques Brugnon Henri Cochet René Lacoste          | 4−1      |